# Умм-Джурф
Умм-Джурф — нефтяное месторождение в Саудовской Аравии. Открыто в 1994 году. Начальные запасы нефти составляют 50 млн тонн.
На данный момент указанное месторождение содержит приблизительно 400 миллионов баррелей нефти. Является крупнейшим вновь открытым месторождением в Саудовской Аравии.
Нефтегазоносность связана с отложениям юрского возраста.